# Neptunusfontein (Rome)

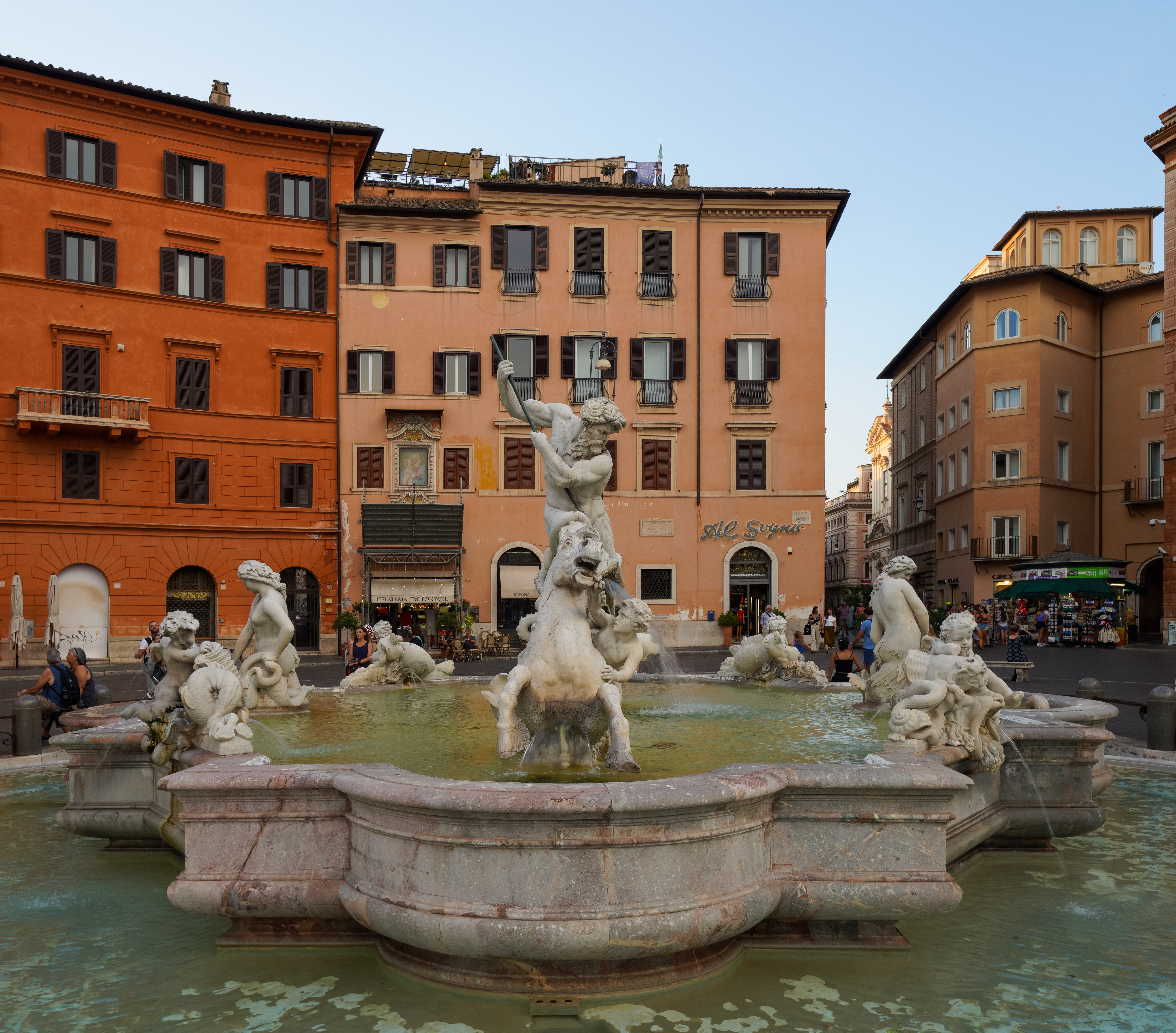
Neptunusfontein in Rome

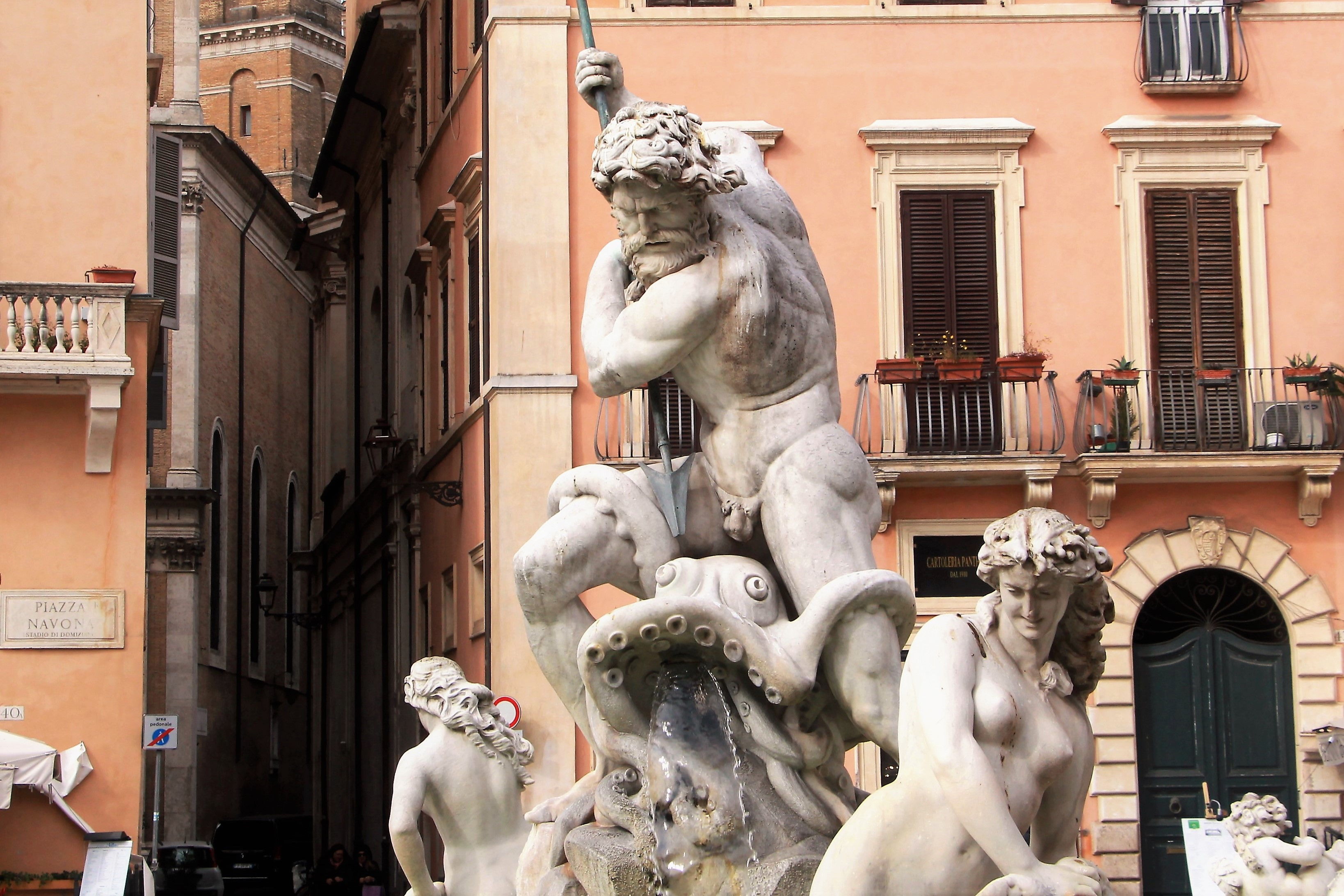
Neptunusfontein, Piazza Navona (Rome)

De Neptunusfontein (Italiaans:Fontana del Nettuno) is een fontein in Rome gelegen aan het noordelijke uiteinde van de Piazza Navona. Het werd vroeger ook wel "Fontana dei Calderari" genoemd want het was dicht bij een klein steegje waar veel smeden, de makers van potten en pannen etc. werkten. 
De restauratie van het Romeinse Aqua Virgo aquaduct in 1570 werd onmiddellijk gevolgd door de start van de werkzaamheden aan een doorlopende waterleiding naar de wijk van het oude Marsveld, de dichtstbevolkte buurt in die tijd. Door de restauratie aan de waterleidingen konden er fonteinen worden gebouwd. Het bassin zelf van de Fontana del Nettuno, (zonder de beelden) is ontworpen in 1574 door Giacomo Della Porta, die ook de Fontana del Moro (Morenfontein) heeft ontworpen aan de andere kant van het plein. Het werk werd gesponsord door paus Gregorius XIII. Het onderste deel van het bassin bestaat uit wit marmer en het bovenste deel van  steen uit het lokale Pietrasanta. 300 jaar lang deed de fontein het zonder beelden. 
Door de negentiende-eeuwse infrastructurele ontwikkelingen werd de bevolking minder afhankelijk van de fonteinen als drink- en wasplaats, waardoor het visuele en politieke belang steeg, vooral na de oprichting van de Italiaanse staat met Rome als hoofdstad na 1870. De fontein zoals hij er vandaag de dag uitziet is er sinds 1878 en is verder ontworpen door Antonio della Bitta, die het imposante beeld toevoegde waar Neptunus vecht met een octopus en Gregorio Zappalà, die de andere sculpturen ontwierp, gebaseerd op het mythologische thema van de 'Nereïden met cupido’s en walrussen '. Beeldhouwwerken werden toegevoegd na een wedstrijd in 1873, om de symmetrie te maken met de beeldhouwwerken van de Fontana del Moro (Morenfontein) aan de zuidkant van het plein en van de Vierstromenfontein.